# Opuzen
Opuzen [ˈɔpuzɛn] (italienisch Forte Opus) ist eine Kleinstadt in Kroatien. Der Ort am linken Ufer der Neretva, 12 km flussaufwärts von deren Mündung in die Adria, gehört zur dalmatinischen Gespanschaft Dubrovnik-Neretva. Opuzen hat 3254 Einwohner (Volkszählung 2011). 
Im Mittelalter trug der Ort den Namen Posrednica. Im 14. Jahrhundert ist es ein Marktflecken und gehört zur Republik Dubrovnik. Ende des 15. Jahrhunderts wurde eine erste Festung errichtet; die Venezianer bauten an derselben Stelle das Fort Opus, dessen Namen das Städtchen heute trägt. In Opuzen wurde ein eigenes Flächenmaß Variciaco verwendet.
Nach dem Zweiten Weltkrieg wurde in dem Ort ein monumentales Denkmal errichtet, das den Widerstandskämpfer Stjepan Filipović unmittelbar vor seiner Hinrichtung darstellt. Das Denkmal wurde nach dem Zerfall Jugoslawiens zerstört.

## Persönlichkeiten
- Stjepan Filipović (1916–1942), jugoslawischer Kommunist und Widerstandskämpfer